# Liste der Universitäten in Bolivien
Die Liste der Universitäten in Bolivien führt staatliche und private Universitäten in Bolivien auf.
Es gibt autonome staatliche Universitäten, private Universitäten mit Evaluation von CEUB (Comité Ejecutivo de la Universidad Boliviana) und private Hochschulen.
| Name der Hochschule                                                  | Sitz                    | Abk.             | Status           | Gründung | Studenten (2013) | URL                |
| -------------------------------------------------------------------- | ----------------------- | ---------------- | ---------------- | -------- | ---------------- | ------------------ |
| Universidad Mayor, Real y Pontificia de San Francisco Xavier         | Sucre                   | UMSFX            | a. staatl. U.    | 1624     | 45.995           | usfx.edu.bo        |
| Universidad Mayor de San Andrés                                      | La Paz                  | UMSA             | a. staatl. U.    | 1830     | 77.202           | umsa.bo            |
| Universidad Mayor de San Simón                                       | Cochabamba              | UMSS             | a. staatl. U.    | 1832     | 65.834           | umss.edu.bo        |
| Universidad Autónoma Tomas Frías                                     | Potosí                  | UATF             | a. staatl. U.    | 1892     | 19.375           | uatf.edu.bo        |
| Universidad Técnica de Oruro                                         | Oruro                   | UTO              | a. staatl. U.    | 1892     | 23.209           | uto.edu.bo         |
| Universidad Autónoma Gabriel René Moreno                             | Santa Cruz de la Sierra | UAGRM            | a. staatl. U.    | 1879     | 80.911           | uagrm.edu.bo       |
| Universidad Autónoma Juan Misael Saracho                             | Tarija                  | UAJMS            | a. staatl. U.    | 1946     | 20.064           | uajms.edu.bo       |
| Universidad Autónoma del Beni Mcal. José Ballivian                   | Trinidad                | UABJB            | a. staatl. U.    | 1967     | 16.089           | uabjb.edu.bo       |
| Universidad Nacional de Siglo XX                                     | Llallagua               | UNSXX            | a. staatl. U.    | 1985     | 8.840            | unsxx.edu.bo       |
| Universidad Amazónica de Pando                                       | Cobija                  | UAP              | a. staatl. U.    | 1993     | 4.090            | uap.edu.bo         |
| Universidad Pública de El Alto                                       | El Alto                 | UPEA             | a. staatl. U.    | 2000     | 30.373           | upea.edu.bo        |
| Universidad Católica Boliviana San Pablo                             |                         | UCB              | CEUB, private H. | 1966     | 14.468           | ucb.edu.bo         |
| Escuela Militar de Ingeniería                                        |                         | EMI              | CEUB, private H. | 1950     | 8.634            | emi.edu.bo         |
| Universidad Andina Simón Bolívar                                     | Sucre                   | UASB             | CEUB, private H. | 1985     |                  | uasb.edu.bo        |
| Universidad Policial Mcal. Antonio José de Sucre                     |                         | UNIPOL           | CEUB, private H. | 2004     | 147              | unipol.edu.bo      |
| Universidad Privada del Valle                                        |                         | UNIVALLE         | private H.       |          |                  | univalle.edu       |
| Universidad Boliviana de Informática                                 |                         | UBI              | private H.       |          |                  | ubilapaz.edu.bo    |
| Universidad Simón I. Patiño                                          |                         | USIP             | private H.       |          |                  | usip.edu.bo        |
| Universidad Central                                                  |                         | UNICEN           | private H.       |          |                  | unicen.edu.bo      |
| Universidad de Aquino Bolivia                                        |                         | UDABOL           | private H.       |          |                  | udabol.edu.bo      |
| Universidad Adventista de Bolivia                                    |                         | UAB              | private H.       |          |                  | uab.edu.bo         |
| Universidad Privada Abierta Latinoamericana                          |                         | UPAL             | private H.       |          |                  | upal.edu           |
| Universidad Privada Boliviana                                        |                         | UPB              | private H.       |          |                  | upb.edu            |
| Universidad Privada Franz Tamayo                                     |                         | UNIFRANZ         | private H.       |          |                  | unifranz.edu.bo    |
| Universidad Técnica Privada Cosmos                                   |                         | UNITEPC          | private H.       |          |                  | unitepc.edu.bo     |
| Universidad La Salle                                                 |                         | ULS              | private H.       |          |                  | ulasalle.edu.bo    |
| Universidad Nur                                                      |                         | NUR              | private H.       |          |                  | nur.edu            |
| Universidad Loyola                                                   |                         |                  | private H.       |          |                  | loyola.edu.bo      |
| Universidad Priv. Ntra. Sra. de La Paz                               |                         | UNSLP            | private H.       |          |                  | unslp.edu.bo       |
| Universidad San Francisco de Asís                                    |                         | USFA             | private H.       |          |                  | usfa.edu.bo        |
| Universidad Real                                                     |                         | UREAL            | private H.       |          |                  | ureal.edu.bo       |
| Universidad Salesiana de Bolivia                                     |                         | USALESIANA       | private H.       |          |                  | usalesiana.edu.bo  |
| Universidad de los Andes                                             |                         | UNANDES          | private H.       |          |                  | udelosandes.edu.bo |
| Universidad de Posgrado para la Investigación Estratégica en Bolivia |                         | UPIEB            | private H.       |          |                  | upieb.edu.bo       |
| Universidad Tecnológica Boliviana                                    |                         | UTB              | private H.       |          |                  | utb.edu.bo         |
| Universidad Unión Bolivariana                                        |                         | UB               | private H.       |          |                  | ub.edu.bo          |
| Universidad Saint Paul                                               |                         | USP              | private H.       |          |                  | usp.edu.bo         |
| Universidad de la Cordillera                                         |                         | UCORDILLERA      | private H.       |          |                  | ucordillera.edu.bo |
| Universidad Privada De Oruro                                         |                         | UNIOR            | private H.       |          |                  | unior.edu.bo       |
| Universidad Cristiana de Bolivia                                     |                         | UCEBOL           | private H.       |          |                  | ucebol.edu.bo      |
| Universidad Evangélica Boliviana                                     |                         | UEB              | private H.       |          |                  | ueb.edu.bo         |
| Universidad Privada Cumbre                                           |                         | CUMBRE           | private H.       |          |                  | cumbre.edu.bo      |
| Univ. Privada De Santa Cruz De La Sierra                             |                         | UPSA             | private H.       |          |                  | upsa.edu.bo        |
| Universidad Privada Domingo Savio                                    |                         | UPDS             | private H.       |          |                  | upds.edu.bo        |
| Univ. Tecnológica Priv. de Santa Cruz                                |                         | UTEPSA           | private H.       |          |                  | utepsa.edu         |
| Unidad Académica Campesina-Carmen Pampa                              |                         | UAC-Carmen Pampa |                  |          |                  | uac-cp.edu.bo      |